# Bulgaarse glanslibel
De Bulgaarse glanslibel (Corduliochlora borisi) is een echte libel (Anisoptera) uit de familie van de glanslibellen (Corduliidae), en de enige soort in het geslacht Corduliochlora. De soort werd in 1999 ontdekt in de zuidoostelijke Balkan. De wetenschappelijke naam ervan werd in 2001 als Somatochlora borisi gepubliceerd door Milen Marinov. Niet alle taxonomen delen de opvatting dat de soort in een monotypisch geslacht moet worden geplaatst. In de Nederlandstalige veldgidsen, waaraan ook de hier gebruikte Nederlandstalige naam is ontleend, wordt de soort in het geslacht Somatochlora geplaatst, en ook de IUCN (verantwoordelijk auteur Vincent Kalkman) doet dat.
De Bulgaarse glanslibel staat op de Rode Lijst van de IUCN als kwetsbaar, beoordelingsjaar 2013; de trend van de populatie is volgens de IUCN dalend. De soort komt voor in Bulgarije, Griekenland en het Europese deel van Turkije.